# Sulmenseekopf
Der Sulmenseekopf ist ein 196,2 m ü. NHN hoher Berg im nordwestlichen Odenwald, ca. 3,5 km östlich von Darmstadt. Er liegt in der Waldgemarkung Darmstadt und ist stark bewaldet. Nördlich des Sulmenseekopfs befindet sich der Hinterste Kahle Berg. Östlich und südlich des Berges befindet sich das Naturschutzgebiet Scheftheimer Wiesen mit dem Ruthsenbach. Südwestlich des Sulmenseekopfs befindet sich der Grüne Teich mit dem Letschbach.

## Toponyme
1. undatiert: Sulmenseekopf
2. heute: Sulmenseekopf

## Etymologie
Der Namensbestandteil Sulm geht wahrscheinlich auf eine Ablautbildung (Schwundstufe) des altgermanischen Verbs swellan zurück; mit der Bedeutung „(an)schwellen, aufwallen“.